# Kathleen Myers
Pour les articles homonymes, voir Myers.
Kathleen Myers, née à Covington (Kentucky), le 16 avril 1899 et morte à Cincinnati le 27 septembre 1959 , est une actrice américaine.

## Filmographie partielle
- 1920 : The Backyard de Jess Robbins
- 1920 : The Decorator de Jess Robbins
- 1923 : Lightning Love de Larry Semon
- 1923 : The Midnight Cabaret de Larry Semon
- 1923 : Zigoto chez le couturier (The Grown Shop) de Larry Semon
- 1924 : La Seconde Jeunesse de M. Brunell (Babbitt) de Harry Beaumont
- 1925 : Ma vache et moi (Go West) de Buster Keaton
- 1925 : Le Brigand gentilhomme de John G. Blystone
- 1925 : La Flamme victorieuse (His Supreme Moment) de George Fitzmaurice